# Fjäderlingar
Fjäderlingar (Philopterus) är ett släkte med fjäderlöss som beskrevs 1818 av Nitzsch. Fjäderlingarna lever parasitisk.